# Svaliava
Svaliava (em ucraniano:  Свалява, em húngaro:  Szolyva, em tcheco/checo:  Svaljava, em iídiche:  סוואליאווע Svalyave) é uma cidade da Ucrânia, situada no Oblast da Transcarpátia. Sua população em 2020 foi estimada em 17.183 habitantes.